# El Perelló
El Perelló è un comune spagnolo di 2.228 abitanti situato nella comunità autonoma della Catalogna.

## Amministrazione

### Gemellaggi
- Altopascio